# طارق سامي (حكم)
طارق سامي حكم كرة قدم مصري، يشارك حاليًا في الدوري المصري الممتاز.